# Calletaera postvittata
Calletaera postvittata is een vlinder uit de familie van de spanners (Geometridae). De wetenschappelijke naam van de soort is, als Acidalia postvittata, voor het eerst geldig gepubliceerd in 1861 door Francis Walker.

## Synoniemen
- Macaria honoraria Walker, 1861, gesynonymiseerd door J.D. Holloway, 1993: 144
- Macaria permotaria Walker, 1861, idem